# 1. FC Sonneberg
Der 1. FC Sonneberg ist ein deutscher Fußballclub aus Sonneberg. Heimstätte der Thüringer ist das Stadion Sonneberg.

## Verein

Historisches Logo des 1. SC Sonneberg 04

Logo der BSG Motor Sonneberg

Der 1. FC Sonneberg wurde im Jahr 1904 unter der Bezeichnung FC Sonneberg gegründet. Bis 1945 folgten nach Fusionen mehrere Umbenennungen. Der Club trat in Mitteldeutschland als 1. SC Sonneberg, TSV Sonneberg, sowie ab 1933 als 1. FC Sonneberg 04 an. Auf sportlicher Ebene erreichten die Thüringer 1912 die Endrunde zur Mitteldeutschen Meisterschaft, in der sie der SpVgg Leipzig-Lindenau im Halbfinale mit 0:6 unterlagen. Bis Kriegsende konnte sich der Club nicht mehr für die Gauliga Mitte qualifizieren.
1945 wurde der Club aufgelöst und als SG Sonneberg neu gegründet. 1951 erfolgte eine Namensänderung in Einheit Sonneberg. Trägerbetrieb wurde die Stadtverwaltung Sonneberg, und die BSG wurde wie alle DDR-Vereine der Verwaltung unter der Bezeichnung Einheit geführt. Einheit Sonneberg agierte in der Landesklasse Thüringen, ab 1952 wurde die BSG Gründungsmitglied der drittklassigen Fußball-Bezirksliga Suhl. Der Aufstieg zur DDR-Liga gelang zunächst dem Sonneberger Lokalrivalen Motor Oberlind. Die Einheit fusionierte unterdessen mit der ZSG Industrie Sonneberg zur BSG Motor Sonneberg. 1955 gewann auch Motor Sonneberg die Suhler Bezirksmeisterschaft, scheiterte aber in der Aufstiegsrunde an Stahl Riesa und Chemie Leuna. 1957/58 reichte dann die Vizemeisterschaft, um gemeinsam mit BSG Kali Werra Tiefenort und Motor Suhl in die 1955 geschaffene II. DDR-Liga aufzusteigen. Die II. DDR-Liga hielt Sonneberg bis zu deren Auflösung im Jahr 1963 mit gesicherten Mittelfeldplätzen. 1977 stieg als Trägerbetrieb die EIO ein, bis zur Wende pendelte die erneut umbenannte BSG EIO Sonneberg aber nur noch zwischen Bezirksliga und Bezirksklasse.
1990 kehrte der Verein zum historischen Namen 1. SC Sonneberg (seit 2004 1. FC Sonneberg) zurück. Nach mehreren Aufstiegen hielt sich Sonneberg zwischen 2000 und 2007 mehrere Jahre in der Thüringenliga. 2012 kehrten die Sonneberger als Meister der Landesklasse Süd in die höchste Thüringer Spielklasse zurück, stiegen im Jahr darauf als Letzter von 16 Mannschaften wieder ab.

## Statistik
- Teilnahme Mitteldeutsche Meisterschaft: 1911/12 (Achtelfinale)
- Teilnahme II. DDR-Liga: 1958 bis 1962/63
- Teilnahme FDGB-Pokal: 1959, 1961/62

## Personen
- Gerhard Elmecker
- Reinhard Häfner
- Rudolf „Rudi“ Hermsdorf